# Vol més llarg
Els vols més llargs són vols de molt llarg abast operats per algunes aerolínies. L'ús de rutes tan llargues pot servir per reduir el nombre d'escales que han de fer els passatgers durant el seu viatge, així com el temps que es triga a anar d'una ciutat a una altra de molt llunyana, tot i que també s'ha de tenir en compte que les escales poden fer més tolerables els viatges de llarga distància. A novembre del 2020, els vols més llargs del món calculats segons la línia ortodròmica són els vols 23 i 24 de Singapore Airlines, que enllacen Singapur i Nova York (Estats Units), a una distància de 15.349 km.